# Buczemla 3
Buczemla 3 (biał. Бучамля 3, Buczamla 3; ros. Бучемль 3, Buczeml 3; hist. Buczemla Rządowa, także Buczeml Rządowa i Buczeml Skarbowa) – wieś na Białorusi, w obwodzie brzeskim, w rejonie kamienieckim, w sielsowiecie Wojska.

## Historia
W XIX i w początkach XX w. położona była w Rosji, w guberni grodzieńskiej, w powiecie brzeskim, w gminie Ratajczyce.
W dwudziestoleciu międzywojennym leżała w Polsce, w województwie poleskim, w powiecie brzeskim, w gminie Ratajczyce. W 1921 miejscowość liczyła 71 mieszkańców, zamieszkałych w 13 budynkach, wyłącznie Białorusinów wyznania prawosławnego.
Po II wojnie światowej w granicach Związku Sowieckiego. Od 1991 w niepodległej Białorusi.